# Affaire Ghofrane Haddaoui
Ghofrane Haddaoui est une jeune fille de nationalité française, d'origine tunisienne, tuée à coup de pierres, dont le corps fut découvert sans vie dans un terrain vague, près du centre commercial Grand Littoral à Marseille le 19 octobre 2004. Sa lapidation la veille suscita, après un temps d'indifférence, l'indignation sur la condition des jeunes filles des quartiers dits sensibles en France.

## Description
Née à Tunis, issue d’une fratrie de six, Ghofrane Haddaoui avait travaillé dans une société de nettoyage puis comme vendeuse. Avant sa mort, elle suivait une formation d’aide ménagère pour personnes âgées.
Terrence, l'accusé principal, fut interpellé le 8 novembre 2004 et reconnut les faits pendant sa garde à vue. Selon lui, la jeune fille avait accepté de le suivre tard dans la nuit, avant de changer d'avis, de lui expliquer qu'elle avait un autre copain et qu'elle devait se marier avec lui. « Fou de rage » et sous l'effet combiné de l'alcool et du cannabis, il la gifla violemment, puis s'acharna sur elle « pendant une dizaine de minutes », en lui jetant de grosses pierres sur la tête, selon ses propres déclarations. Il était accompagné d'une autre personne, lui aussi mineur violent. L’autopsie permit d’établir qu’une trentaine de coups sur la boîte crânienne avaient entraîné des lésions cérébrales et une hémorragie à l’origine de la mort.
Le meurtrier fut confondu par le recel du téléphone portable de la victime. S'étant vanté de son forfait, il fut identifié par la mère de la victime.
Une marche silencieuse fut organisée dans les rues de Marseille, en présence notamment du chanteur Jean-Jacques Goldman. Le mouvement Ni putes ni soumises apporta un temps son soutien à la mère de Ghofrane, Monia Haddaoui.
La cour d'assises des mineurs des Bouches-du-Rhône condamna le 13 avril 2007 les deux jeunes de 19 et 20 ans (mineurs au moment des faits) à 23 ans de réclusion criminelle. L'avocat général avait réclamé la peine maximale de 30 ans ; l'excuse de minorité ne fut pas retenue. L'un des accusés passa aux aveux devant la cour. La famille se déclara satisfaite du verdict.